# 米特韦达县
米特韦达县（德語：Landkreis Mittweida）是德国萨克森州中西部曾经的一个县，隶属于开姆尼茨行政区，首府米特韦达。2008年8月1日，米特韦达县与德伯尔恩县和弗赖贝格县合并为中萨克森县。

## 地理
米特韦达县北面与穆尔德河谷县和德伯尔恩县，东北面与迈森县，东南面与弗赖贝格县，南面与开姆尼茨市和开姆尼茨地区县，西面与图林根州的阿尔滕堡县和莱比锡地区县相邻。